# Saemundssonia lockleyi
Saemundssonia lockleyi är en insektsart som beskrevs av Clay 1949. Saemundssonia lockleyi ingår i släktet Saemundssonia och familjen fjäderlöss. Arten är reproducerande i Sverige. Inga underarter finns listade i Catalogue of Life.